# موش برنج گالاپاگوس
موش برنج گالاپاگوس (نام علمی: Aegialomys galapagoensis) نام یک گونه از سرده موش‌های کرانه است.